# Regio Istituto Nazionale per Sordomuti
Il Regio Istituto Nazionale per Sordomuti è un edificio storico situato a Milano, in Piazzale Arduino 4. Costruito nel 1933, l'edificio è stato progettato per ospitare un istituto educativo destinato alla formazione di persone sorde. Attualmente l'immobile ospita il Liceo Artistico Statale Umberto Boccioni.

## Storia
Nel 1805 il medico lionese Antonio Eyraud fondò a Milano una scuola privata per sordomuti, che nel 1821 divenne l'Istituto per Sordomuti sotto il Regno Lombardo-Veneto. Inizialmente situato nel Palazzo Pallavicini, l'istituto si trasferì successivamente in Via della Fontana e infine in Piazzale Arduino 4 nel 1933.
Nel 1954, l'Ente Nazionale Sordi (ENS) istituì due scuole professionali: una maschile e una femminile, entrambe situate in Piazzale Arduino 4.

## Architettura
L'edificio, progettato in stile tardo classicista novecentesco, presenta una pianta pentagonale a corte chiusa su tre piani fuori terra e un seminterrato. La facciata principale è caratterizzata da quattro lesene che inquadrano un doppio ordine di aperture e sorreggono un cornicione continuo in calcestruzzo.

## Descrizione
La struttura si sviluppa attorno a un cortile centrale ed è realizzata in muratura portante intonacata, con inserti decorativi in pietra artificiale. Le finestre del piano terra presentano grate in ferro battuto, mentre quelle superiori sono contornate da semplici cornici. L’accesso principale è valorizzato da una scalinata in pietra e da un portale architettonicamente sobrio ma monumentale.
Gli ambienti interni originari erano pensati per l'istruzione e l'accoglienza degli studenti sordi: vi si trovavano aule, dormitori, un refettorio e spazi per la formazione professionale. Alcuni elementi originali, come i pavimenti in marmo, i corridoi voltati e gli infissi in legno, sono tuttora presenti, nonostante i successivi interventi di adeguamento funzionale.

## Uso attuale
Dopo la Seconda Guerra Mondiale l'edificio è stato ricostruito e, nel 1984, è stato trasformato nel Liceo Artistico Statale Umberto Boccioni, dedicato all'artista Umberto Boccioni nel 1988.